# Rochester Hills
Rochester Hills é uma cidade localizada no estado americano de Michigan, no Condado de Oakland.

## Demografia
Segundo o censo americano de 2000, a sua população era de 68.825 habitantes.
Em 2006, foi estimada uma população de 69.833, um aumento de 1008 (1.5%).

## Geografia
De acordo com o United States Census Bureau tem uma área de 85,3 km², dos quais 85,1 km² cobertos por terra e 0,2 km² cobertos por água.

## Localidades na vizinhança
O diagrama seguinte representa as localidades num raio de 12 km ao redor de Rochester Hills.